# Роберт Тили
Роберт Тили (Суботица, 1959) је српски писац, преводилац, уметник и музичар. Студирао је филозофију у Београду. Добитник је награде Мирослав Дерета за роман Издах из стакленика, као и награде града Суботице Др Ференц Бодрогвари за превод Ирских бајки.
Објављивао је песме, приче, стрипове и карикатуре у свим важнијим часописима. Године 2013. добио је награду Про урбе за целокупно уметничко деловање. Снимио је једанаест носача звука и илустровао велики број књига. Као преводилац превео је значајне светске рок песнике Нила Јанга, Ленарда Коена, Боба Дилана и других. Превео је са мађарског и енглеског језика  велики број књига.

## Књижевни рад
- Трубадур - поезија (1982, Миневра, Суботица)
- Велики стилисти џеза - публицистика (2000, Прометеј)
- Краљ рибара и друге песме (2003, Народна књига - Алфа)
- Поноћни безизлаз - поезија (2004, Народна књига Алфа)
- Електрична сновиђења - антологија рок поезије (2008, Прометеј)
- Савремени џез - публицистика, музикологија (2010, Прометеј)
- Зен пијандура песме 2005-2010 (2010, Алма)
- Херојско доба рока - Вудсток генерација (2011, Алма)
- Издах из стакленика (2012, Дерета)
- Блуз поезија (2013, Алма)
- Стихови на струју 2 - антологија рок поезије (2014, Прометеј)
- Будућност мртваца -поезија (2015, Хрватска ријеч, Суботица)
- Убоги Лазар у градовима (2016, Геопоетика)
- Капошварски ђубреатр - роман (2021, Прометеј)[7]